# Viktoria Levchina
Viktoria Nikolaïevna Levchina (en russe : Виктория Николаевна Левшина) est une joueuse de volley-ball russe née le 9 mai 1994. Elle mesure 1,73 m et joue au poste de libero. 

## Clubs
| Club            | De        | À         |
| --------------- | --------- | --------- |
| Loutch Moscou   | 2009-2010 | 2012-2013 |
| Proton Balakovo | 2013-2014 | …         |